# Grammopelta cervina
Grammopelta cervina är en fjärilsart som beskrevs av Rothschild 1907. Grammopelta cervina ingår i släktet Grammopelta och familjen påfågelsspinnare. Inga underarter finns listade i Catalogue of Life.